# Episodi di Wandin Valley (quarta stagione)
La quarta stagione della serie televisiva Wandin Valley è stata trasmessa in anteprima in Australia dalla Seven Network tra il 31 gennaio 1984 e il 8 dicembre 1984.
| nº | Titolo originale                       | Titolo italiano | Prima TV Australia | Prima TV Italia |
| -- | -------------------------------------- | --------------- | ------------------ | --------------- |
| 1  | A Part of the Family (Part 1)          |                 | 31 gennaio 1984    |                 |
| 2  | A Part of the Family (Part 2)          |                 | 1º febbraio 1984   |                 |
| 3  | Second Chance (Part 1)                 |                 | 7 febbraio 1984    |                 |
| 4  | Second Chance (Part 2)                 |                 | 8 febbraio 1984    |                 |
| 5  | It's So Easy (Part 1)                  |                 | 14 febbraio 1984   |                 |
| 6  | It's So Easy (Part 2)                  |                 | 15 febbraio 1984   |                 |
| 7  | Partners (Part 1)                      |                 | 21 febbraio 1984   |                 |
| 8  | Partners (Part 2)                      |                 | 22 febbraio 1984   |                 |
| 9  | Once Upon a Time (Part 1)              |                 | 28 febbraio 1984   |                 |
| 10 | Once Upon a Time (Part 2)              |                 | 29 febbraio 1984   |                 |
| 11 | When the Bough Breaks (Part 1)         |                 | 7 marzo 1984       |                 |
| 12 | When the Bough Breaks (Part 2)         |                 | 8 marzo 1984       |                 |
| 13 | A Sense of Loss (Part 1)               |                 | 14 marzo 1984      |                 |
| 14 | A Sense of Loss (Part 2)               |                 | 15 marzo 1984      |                 |
| 15 | On the Sheep's Back (Part 1)           |                 | 21 marzo 1984      |                 |
| 16 | On the Sheep's Back (Part 2)           |                 | 22 marzo 1984      |                 |
| 17 | The Last Laugh (Part 1)                |                 | 28 marzo 1984      |                 |
| 18 | The Last Laugh (Part 2)                |                 | 29 marzo 1984      |                 |
| 19 | Elementary Miss Watson (Part 1)        |                 | 5 aprile 1984      |                 |
| 20 | Elementary Miss Watson (Part 2)        |                 | 6 aprile 1984      |                 |
| 21 | The Best Thing for Everybody (Part 1)  |                 | 12 aprile 1984     |                 |
| 22 | The Best Thing for Everybody (Part 2)  |                 | 13 aprile 1984     |                 |
| 23 | Moment of Truth (Part 1)               |                 | 19 aprile 1984     |                 |
| 24 | Moment of Truth (Part 2)               |                 | 20 aprile 1984     |                 |
| 25 | A Touch of Class (Part 1)              |                 | 26 aprile 1984     |                 |
| 26 | A Touch of Class (Part 2)              |                 | 27 aprile 1984     |                 |
| 27 | Unemployment, a Health Hazard (Part 1) |                 | 3 maggio 1984      |                 |
| 28 | Unemployment, a Health Hazard (Part 2) |                 | 4 maggio 1984      |                 |
| 29 | Horse of a Different Colour (Part 1)   |                 | 10 maggio 1984     |                 |
| 30 | Horse of a Different Colour (Part 2)   |                 | 11 maggio 1984     |                 |
| 31 | Invasion of Privacy (Part 1)           |                 | 17 maggio 1984     |                 |
| 32 | Invasion of Privacy (Part 2)           |                 | 18 maggio 1984     |                 |
| 33 | Tug of War (Part 1)                    |                 | 24 maggio 1984     |                 |
| 34 | Tug of War (Part 2)                    |                 | 25 maggio 1984     |                 |
| 35 | Second Opinion (Part 1)                |                 | 31 maggio 1984     |                 |
| 36 | Second Opinion (Part 2)                |                 | 1º giugno 1984     |                 |
| 37 | Hot and Cold (Part 1)                  |                 | 7 giugno 1984      |                 |
| 38 | Hot and Cold (Part 2)                  |                 | 8 giugno 1984      |                 |
| 39 | Breathing Space (Part 1)               |                 | 14 giugno 1984     |                 |
| 40 | Breathing Space (Part 2)               |                 | 15 giugno 1984     |                 |
| 41 | An Axe to Grind (Part 1)               |                 | 21 giugno 1984     |                 |
| 42 | An Axe to Grind (Part 2)               |                 | 22 giugno 1984     |                 |
| 43 | Repairing the Damage (Part 1)          |                 | 28 giugno 1984     |                 |
| 44 | Repairing the Damage (Part 2)          |                 | 29 giugno 1984     |                 |
| 45 | Good Intentions (Part 1)               |                 | 5 luglio 1984      |                 |
| 46 | Good Intentions (Part 2)               |                 | 6 luglio 1984      |                 |
| 47 | So Close and Yet So Far (Part 1)       |                 | 12 luglio 1984     |                 |
| 48 | So Close and Yet So Far (Part 2)       |                 | 13 luglio 1984     |                 |
| 49 | Splitting the Difference (Part 1)      |                 | 19 luglio 1984     |                 |
| 50 | Splitting the Difference (Part 2)      |                 | 20 luglio 1984     |                 |
| 51 | Friday the 13th (Part 1)               |                 | 26 luglio 1984     |                 |
| 52 | Friday the 13th (Part 2)               |                 | 27 luglio 1984     |                 |
| 53 | The Last Picture Show (Part 1)         |                 | 2 agosto 1984      |                 |
| 54 | The Last Picture Show (Part 2)         |                 | 3 agosto 1984      |                 |
| 55 | I'll Drink to That (Part 1)            |                 | 9 agosto 1984      |                 |
| 56 | I'll Drink to That (Part 2)            |                 | 10 agosto 1984     |                 |
| 57 | The Hidden Trap (Part 1)               |                 | 16 agosto 1984     |                 |
| 58 | The Hidden Trap (Part 2)               |                 | 17 agosto 1984     |                 |
| 59 | Close to the Bone (Part 1)             |                 | 23 agosto 1984     |                 |
| 60 | Close to the Bone (Part 2)             |                 | 24 agosto 1984     |                 |
| 61 | Leader of the Pack (Part 1)            |                 | 30 agosto 1984     |                 |
| 62 | Leader of the Pack (Part 2)            |                 | 31 agosto 1984     |                 |
| 63 | Digging Up Dirt (Part 1)               |                 | 6 settembre 1984   |                 |
| 64 | Digging Up Dirt (Part 2)               |                 | 7 settembre 1984   |                 |
| 65 | Man's Best Friend (Part 1)             |                 | 13 settembre 1984  |                 |
| 66 | Man's Best Friend (Part 2)             |                 | 14 settembre 1984  |                 |
| 67 | Taken for a Ride (Part 1)              |                 | 20 settembre 1984  |                 |
| 68 | Taken for a Ride (Part 2)              |                 | 21 settembre 1984  |                 |
| 69 | A Fair Hearing (Part 1)                |                 | 27 settembre 1984  |                 |
| 70 | A Fair Hearing (Part 2)                |                 | 28 settembre 1984  |                 |
| 71 | Upstaged (Part 1)                      |                 | 4 ottobre 1984     |                 |
| 72 | Upstaged (Part 2)                      |                 | 5 ottobre 1984     |                 |
| 73 | Ships in the Night (Part 1)            |                 | 11 ottobre 1984    |                 |
| 74 | Ships in the Night (Part 2)            |                 | 12 ottobre 1984    |                 |
| 75 | The Harder They Fall (Part 1)          |                 | 18 ottobre 1984    |                 |
| 76 | The Harder They Fall (Part 2)          |                 | 19 ottobre 1984    |                 |
| 77 | Something Out There (Part 1)           |                 | 25 ottobre 1984    |                 |
| 78 | Something Out There (Part 2)           |                 | 26 ottobre 1984    |                 |
| 79 | Out of Bounds (Part 1)                 |                 | 1º novembre 1984   |                 |
| 80 | Out of Bounds (Part 2)                 |                 | 2 novembre 1984    |                 |
| 81 | Rituals (Part 1)                       |                 | 8 novembre 1984    |                 |
| 82 | Rituals (Part 2)                       |                 | 9 novembre 1984    |                 |
| 83 | All in the Line of Duty (Part 1)       |                 | 15 novembre 1984   |                 |
| 84 | All in the Line of Duty (Part 2)       |                 | 16 novembre 1984   |                 |
| 85 | Misconceptions (Part 1)                |                 | 22 novembre 1984   |                 |
| 86 | Misconceptions (Part 2)                |                 | 23 novembre 1984   |                 |
| 87 | Eighty in the Shade (Part 1)           |                 | 29 novembre 1984   |                 |
| 88 | Eighty in the Shade (Part 2)           |                 | 30 novembre 1984   |                 |
| 89 | Small Comfort (Part 1)                 |                 | 7 dicembre 1984    |                 |
| 90 | Small Comfort (Part 2)                 |                 | 8 dicembre 1984    |                 |